# Viola aethnensis
Viola aethnensis (Ging.) Strobl – gatunek roślin z rodziny fiołkowatych (Violaceae). Występuje endemicznie we Włoszech – na Sycylii, choć inne źródła podają go także z Kalabrii, Basilicaty, Apulii, Molise i Kampanii. 

## Morfologia
PokrójBylina dorastająca do 10 cm wysokości, tworząca kłącza.
LiścieBlaszka liściowa ma kształt od owalnego do okrągławego lub lancetowatego. Mierzy 12,5–12,5 cm długości oraz 1,5–2,5 cm szerokości, jest karbowana na brzegu, ma sercowatą nasadę i ostry wierzchołek. Przylistki są trójdzielne. Ogonek liściowy jest nagi.
Gatunki podobneRoślina jest podobna do gatunku V. nebrodensis, który różni się generalnie nagą, wyprostowaną i gęsto ulistnioną łodygą.

## Biologia i ekologia
Rośnie na terenach skalistych. Występuje na wysokości od 700 do 2800 m n.p.m. Kwitnie od kwietnia do czerwca. 

## Zmienność
W obrębie tego gatunku oprócz podgatunku nominatywnego wyróżniono dwa podgatunki oraz jedną odmianę:
- V. aethnensis subsp. messanensis (W.Becker) Merxm. & W.Lippert – występuje w południowej części Półwyspu Apenińskiego oraz północno-wschodniej Sycylii[7]
- V. aethnensis subsp. splendida (W.Becker) Merxm. & W.Lippert – występuje w południowych Włoszech[8]